# George McFarland

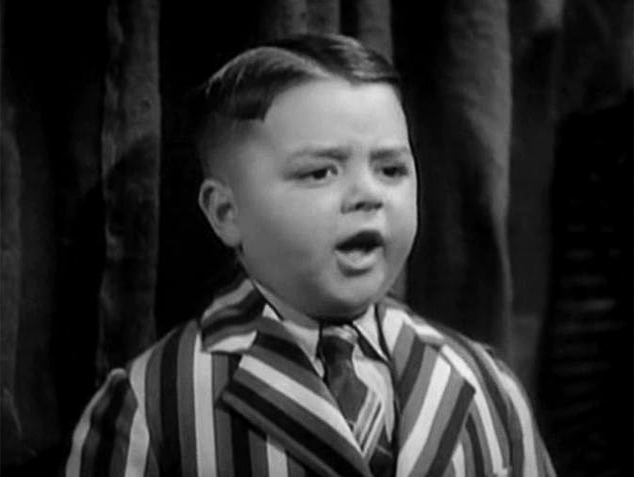
George Spanky, 1937

George Robert Phillips McFarland (* 2. Oktober 1928 in Dallas, Texas; † 30. Juni 1993 in Grapevine, Texas) war ein US-amerikanischer Schauspieler. Weltweite Bekanntheit erreichte er als Kind durch die Rolle des Spanky in der Filmreihe Die kleinen Strolche, bei welcher er zwischen 1932 und 1942 in fast 100 Kurzfilmen spielte.

## Leben und Karriere

### Karriere als Kinderstar
George McFarland wurde in Dallas als Sohn von Robert Emmett und Virginia Winifred McFarland geboren. Er hatte drei Geschwister namens Amanda, Roderick und Thomas, letzterer hatte ebenfalls kleinere Rollen in einer Reihe von Our-Gang-Filmen. Von seiner Familie wurde der Kinderschauspieler nicht Spanky, sondern „Buddy“ genannt. Schon als Baby war er als Model für eine Bäckerei im Einsatz, später für Kinderkleidung in einem Kaufhaus. Er war ebenfalls auf Plakatwänden sowie in der Werbung von „Wonder Bread“, einer Weißbrotmarke, zu sehen. Im Januar 1931 suchten die Hal Roach Studios in Culver City in einer Zeitungsanzeige nach Bildern von „niedlichen Kindern“. Georges Tante Dottie schickte Fotos von ihm nach Culver City und George erhielt von den Hal Roach Studios eine Einladung zu Probeaufnahmen nach Kalifornien. Er bestand den Test ohne Probleme und wurde Mitglied der Kleinen Strolche, während seine Familie mit ihm von Texas nach Kalifornien zog. Im Februar 1932 wurde der Film Free Eats in den Kinos uraufgeführt, der erste Film mit George McFarland bei den Kleinen Strolchen.
Die Herkunft des Spitznamen Spanky, welchen er auch in den Filmen trägt, ist nicht ganz geklärt: Die populärste Geschichte sagt, dass der Name entstand, als ihm seine Mutter im Büro des Produzenten Hal Roach wegen seines schlechten Benehmens Prügel (engl. spanking) androhte. George McFarland sagte selbst allerdings, dass ihm der Name von einem Zeitungsredakteur aus Los Angeles gegeben wurde, welcher ihn in einem Artikel a spanky child nannte. Heute ist diese slanghafte Redewendung weitgehend vergessen, damals stand sie für ein intelligentes und talentiertes Kleinkind – Attribute, die ihm für seine frühe Laufbahn als Kinderstar zugeschrieben wurden. In seinem Vertrag sicherten sich Georges Eltern die Rechte, den Namen „Spanky“ für kommende Geschäftszwecke und persönliche Aktivitäten exklusiv nutzen zu dürfen.
Spanky McFarland wurde schlagartig zu einem der beliebtesten Kinderschauspieler der Kleinen Strolche. Während er als kleines Kind häufig als kecker Szenenstehler zu den älteren Kindern eingesetzt wurde, war er ab 1935 meistens als intelligenter Anführer der Bande zu sehen. Gelobt wurden vor allem sein natürliches komödiantisches Talent für das richtige Timing sowie seine witzige Mimik und sein schauspielerisches Talent. Oftmals war er an der Seite von Alfalfa (Carl Switzer) zu sehen, wobei Spanky als anführender und unternehmenslustiger „Ideen-Mann“ zu sehen war, während Alfalfa als sein Sidekick fungierte. 1936 spielte er die Titelrolle in General Spanky, dem einzigen Langfilm der Kleinen Strolche. Aufgrund seiner Popularität als Kinderstar war er auch als Werbestar aktiv und hatte außerhalb der Kleinen Strolche weitere Filmauftritte, etwa neben Fred MacMurray und Henry Fonda in Kampf in den Bergen (1936).
Als MGM im Jahre 1938 die Serie von den Hal Roach Studios übernahm, wollte sich McFarland eigentlich von den Kleinen Strolchen zurückziehen. Man suchte nach einem neuen Anführer der Serie anstelle McFarlands, doch weil man keinen geeigneten Kandidaten fand, bekleidete er die Rolle erneut. Bis 1942 spielte er in 95 Episoden der Kleinen Strolche mit. Anschließend erhielt er jedoch nur noch kleinere Filmrollen, darunter ein markanter Kurzauftritt als Pfadfinder im Film noir Gefährliche Begegnung von Fritz Lang. McFarland wurde im Alter von 24 Jahren von der US Army eingezogen und fand nach seiner Rückkehr keine Arbeit mehr im Film, da er in den Köpfen der Menschen immer „Spanky“ blieb und sie ihm andere Rollen nicht abnahmen.

### Späteres Leben
Als Erwachsener arbeitete McFarland unter anderem als Verkäufer für Eis, Hamburger, Wein, Elektronikgeräte und Möbel. Zeitweise besaß er auch ein eigenes Restaurant. Mitte der 1950er-Jahre liefen die Komödien der Kleinen Strolche im Fernsehen und erfreuten sich neuer Popularität. Ein Regionalsender in Tulsa gab McFarland seine eigene Show „Spanky’s Clubhouse“, in der Kurzfilme der Kleinen Strolche gezeigt und populäre Studiogäste wie James Arness empfangen wurden. Weil McFarland das Format nicht weiterentwickeln durfte, verließ er im Jahre 1960 die Show. George McFarland kehrte daraufhin wieder in den Beruf des Verkäufers zurück. Bei dem Elektronikkonzern Philco-Ford Corporation fungierte er über viele Jahre als oberster Ausbilder der angehenden Verkäufer. Während seiner Zeit bei Philco war er 1985 an der Gründung des Fernsehsenders The Nostalgia Channel beteiligt.
Gegen Ende seines Lebens nutzte er seinen Namen und seine Berühmtheit für karitative Zwecke, hauptsächlich durch Teilnahme an Golfturnieren. Er hatte sogar ein eigenes, nach ihm benanntes karitatives Golfturnier in Marion, Indiana. Ebenfalls reiste er mit einer Ein-Mann-Show durch Amerika und absolvierte Cameo-Auftritte in verschiedenen Fernsehshows, beispielsweise verkörperte er sich selbst 1993 in einer Episode der Serie Cheers. George McFarland erlag im Juni 1993 im Alter von 64 Jahren einem plötzlichen Herzinfarkt. Er hinterließ seine Ehefrau Doris und drei Kinder. Er liegt auf dem Texas State Cemetery in Austin begraben.

## Filmografie
- 1932–1942: Die kleinen Strolche (Our Gang) mit 95 Filmen, darunter:

Birthday Blues (1932)
Wild Poses (1933)
Bored of Education (1936)
General Spanky (1936)
Außerdem:
- 1933: One Track Minds
- 1933: Day of Reckoning
- 1934: The Cracked Iceman
- 1934: Wo ist das Kind der Madeleine F.? (Miss Fane's Baby Is Stolen)
- 1934: Kentucky Kernels
- 1935: Here Comes the Band
- 1935: O'Shaughnessy's Boy
- 1936: Kampf in den Bergen (The Trail of the Lonesome Pine)
- 1938: Peck's Bad Boy with the Circus
- 1938: Katnip Kollege Stimme
- 1942: Johnny Doughboy
- 1943: I Escaped from the Gestapo
- 1943: Seeing Hands Kurzfilm
- 1944: Cowboy and the Senorita
- 1944: Gefährliche Begegnung (The Woman in the Window)
- 1955–1960: Spanky's Clubhouse (Moderator, Fernsehserie)
- 1986: Aurora – Der Besucher aus dem All (The Aurora Encounter)
- 1993: Cheers (Fernsehserie, eine Episode: Woody Gets an Election)

## Auszeichnungen
- 1994: Stern auf dem Hollywood Walk of Fame